# 五股泰山輕軌
五股泰山輕軌是臺灣新北市於2022年，由行政院核定通過可行性研究報告的輕軌路線，起於三重區集賢路北側綠帶用地（與環狀線Y22站轉乘），經過蘆洲區、五股區，至泰山區新北大道五段西側設定終點站，與桃園機場捷運規畫增設A5a站轉乘。

## 緣起
五股地區由於長年發展，人口漸增且日益繁榮，但無捷運系統規劃經過。週遭區域如新莊、泰山、林口、三重、蘆洲等區域，皆由臺北捷運中和新蘆線或桃園捷運機場線提供便捷的服務，而臺北捷運環狀線北環段雖然提供五股興珍里週邊地區服務，但由於五股其他區域的居民均需要穿過大窠溪、塭仔圳等水域才能前往，對五股通勤與通學族群來說十分不便，因此規劃一條貫串五股市區的路線來服務居民。

## 歷史
- 2008年
  - 3月，中華民國交通部函覆於2009年編入595萬元預算進行可行性研究。
- 2009年
  - 2月12日，臺北縣政府委託臺灣世曦工程顧問股份有限公司進行「五股地區設置捷運系統可行性研究」。
  - 12月24日、29日，縣府分別於五股鄉公所、八里鄉文化活動中心辦理地方說明會[4]。
- 2010年
  - 1月20日，於泰山鄉公所辦理地方說明會。
  - 3月18日，路線方案初步確定後召開地方民意代表協調會，針對路線方案取得共識。
  - 8月2日，完成五股地區設置捷運系統可行性研究報告提報中央政府審議。
  - 9月17日，交通部函復審查意見。
- 2011年
  - 1月7日，依交通部意見完成修正報告續提報交通部審議。
  - 2月23日，交通部再次函復審查意見，須將整合性土地開發計畫及財務計畫收益納入規劃報告。
- 2012年
  - 12月27日，新北市政府委託臺灣世曦工程顧問股份有限公司辦理五股捷運周邊土地整體開發計畫。
- 2014年
  - 1月7日、8日、9日，新北市政府於五股、蘆洲、泰山舉辦三場地方說明會，並依相關單位與地方民眾意見修正「五股泰山線輕軌運輸系統暨周邊土地開發可行性研究報告書」[5]。
  - 3月18日，修正之可行性研究報告書於新北市「捷運三環三線推動小組第4次研商會議」審核通過。4月22日提報交通部審議。7月14日交通部函復審查意見[6]。
  - 4月23日，第1次將「五股泰山線輕軌運輸系統暨周邊土地開發可行性研究報告書」提報交通部審查。
  - 10月1日，第2次將「五股泰山線輕軌運輸系統暨周邊土地開發可行性研究報告書」提報交通部審查。
  - 12月1日，交通部審查意見修正報告書，因涉及運量、路線選擇、財務評估等重大議題，預計於2015年中再行提報。
- 2016年
  - 3月21日，第3次將「五股泰山線輕軌運輸系統暨周邊土地開發可行性研究報告書」提報交通部審查。
  - 4月18日，新北市政府修正方案，原本七座平面車站、四座高架車站，調整為十一座平面、三座高架車站，擴大服務範圍[7]。
  - 5月7日，新北市捷運局考慮將五股泰山輕軌延伸到板橋浮洲地區，局長趙紹廉表示，可研議將五股泰山線，從新莊跨大漢溪至浮洲，以輕軌方式連結[8]。
  - 5月31日，交通部高速鐵路工程局召開五股泰山捷運線現勘初審會議，後續將依會議結論修正報告書後再次提送，並積極爭取行政院盡速核定通過。
    - 初審會議中經濟部水利署認為設置在二重疏洪道堤頂上的洲子洋兩處站點，位處淡水河洪水平原二級管制區，有影響防洪安全之疑慮，要求變更路線[9]。
- 2017年
  - 4月11日，第4次將「五股泰山線輕軌運輸系統暨周邊土地開發可行性研究報告書」提報交通部審查。
  - 9月15日，交通部函復審查意見，主要包含強化補充計畫必要性與優先性、運量合理性、車站設置、工程界面及五股地區堤防防洪水利等課題，刻針對交通部所提意見研擬修正報告書中。
- 2018年
  - 4月30日，第5次將「五股泰山線輕軌運輸系統暨周邊土地開發可行性研究報告書」提報交通部審查。
  - 7月13日，交通部函復審查意見，主要包含整體路網評估與計畫優先性、運量合理性、營運規劃及堤防設站適法性等課題，刻針對交通部所提意見研擬修正報告書中。
- 2019年
  - 1月30日，新北市捷運局公告「新北市捷運建設願景圖」中，新增延伸線泰山板橋輕軌（規劃中）[10]。
  - 5月6日，第6次將「五股泰山線輕軌運輸系統暨周邊土地開發可行性研究報告書」提報交通部審查[4]。
  - 6月，延伸線泰山板橋輕軌啟動可行性研究。[11][12]
  - 8月8日交通部函復請本府持續與民眾妥善協商並了解民眾訴求，充分溝通尋求共識或提出解決方案後，再行函報該部俾利後續會議之召開。
- 2020年
  - 1月8日，第7次將「五股泰山線輕軌運輸系統暨周邊土地開發可行性研究報告書」提報交通部審查。
  - 3月31日，交通部辦理「大眾捷運系統建設及周邊土地開發計畫審查委員會」第38次會議並獲原則通過審查[13]。
  - 5月27日，第1次將「五股泰山線輕軌運輸系統暨周邊土地開發可行性研究報告書」提報交通部，交通部於7月2日轉陳行政院審議。
  - 9月21日，行政院秘書長回復審查意見，主要包含路線規劃、設站必要性、財務計畫、用地取得及A5a設站可行性核定後等課題。
  - 11月2日，第2次將「五股泰山線輕軌運輸系統暨周邊土地開發可行性研究報告書」提報交通部[14]。
- 2021年
  - 2月17日，第3次將「五股泰山線輕軌運輸系統暨周邊土地開發可行性研究報告書」提送交通部核轉行政院審議。
  - 3月12日，交通部函復本府針對財政量能補充資料。
  - 4月7日，提供本府財政量能資料，並第4次函請交通部核轉「五股泰山線輕軌運輸系統暨周邊土地開發可行性研究報告書」至行政院審議。
  - 5月10日，交通部第2次轉陳「五股泰山線輕軌運輸系統暨周邊土地開發可行性研究報告書」至行政院。
  - 5月13日，行政院交下國家發展委員會審議「五股泰山線輕軌運輸系統暨周邊土地開發可行性研究報告書」。
  - 7月27日，國家發展委員會召開審查會議並獲原則支持。
  - 8月17日，將「五股泰山線輕軌運輸系統暨周邊土地開發可行性研究報告書」提送交通部。
  - 9月28日，交通部轉陳「五股泰山線輕軌運輸系統暨周邊土地開發可行性研究報告書」至國家發展委員會，將積極爭取行政院核定通過。
- 2022年
  - 2月21日，國家發展委員會召開第95次委員會審查，決議函報行政院核定，新北市政府積極爭取中央核定計畫。
- 2023年
  - 1月18日，行政院秘書長就系統型式與終點站A5a站尚在規劃期程等因素函退交通部。
  - 2月，泰山板橋輕軌辦理3場地方說明會。[11][12]
  - 2月20日，新北市政府函報交通部回復說明，積極爭取中央核定計畫。
  - 4月14日，行政院宣布核定五股泰山輕軌可行性研究[15]。
- 2024年
  - 3月1日、3月4日、3月7日分別於蘆洲區公所7樓大禮堂、五股區公所9樓演藝廳及泰山區公所5樓展演廳辦理地方公聽會。
  - 4月3日，
  - 6月12日，交通部鐵道局辦理現地勘查。
  - 12月11日，向環境部提報環境影響評估。[16]
  - 12月27日，第2次將「五股泰山線輕軌運輸系統暨周邊土地開發綜合規劃報告書」提報交通部審查。[16]

## 路線

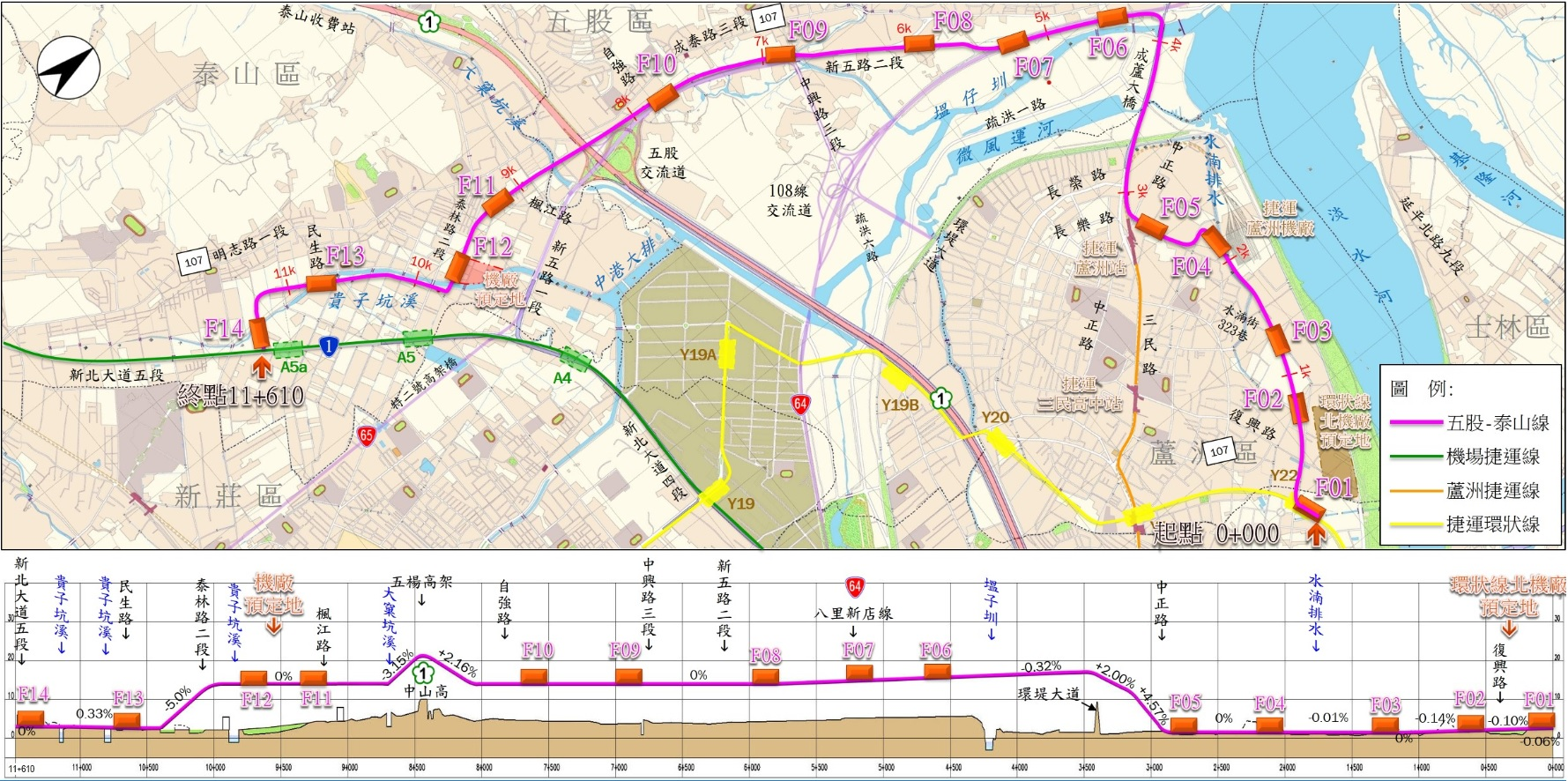
五股泰山輕軌規畫中之路線圖（計畫尚未核定，僅供參考）

路線全長約11.61公里，設有14座車站與一座機廠，機廠暫訂設置於楓江路／新五路／貴子坑溪直至福德坑溪所圍城之區塊，面積約5公頃。

## 車站
| 編號                 | 名稱              | 名稱                                       | 站體型式 | 所在地 | 所在地 | 交會路線           |
| 編號                 | 中文              | 英文                                       | 站體型式 | 所在地 | 所在地 | 交會路線           |
| -------------------- | ----------------- | ------------------------------------------ | -------- | ------ | ------ | ------------------ |
| F 五股泰山輕軌       |                   |                                            |          |        |        |                    |
| F1                   | 未                | 未                                         | 平面     | 新北市 | 三重區 | 臺北捷運環狀線     |
| F2                   | 未                | 未                                         | 平面     | 新北市 | 蘆洲區 | 不適用             |
| F3                   | 未                | 未                                         | 平面     | 新北市 | 蘆洲區 | 不適用             |
| F4                   | 未                | 未                                         | 平面     | 新北市 | 蘆洲區 | 不適用             |
| F5                   | 蘆洲 （蘆洲李宅） | Luzhou (Luzhou Lee Family Historic Estate) | 平面     | 新北市 | 蘆洲區 | 臺北捷運中和新蘆線 |
| F6                   | 未                | 未                                         | 高架     | 新北市 | 五股區 | 不適用             |
| F7                   | 未                | 未                                         | 高架     | 新北市 | 五股區 | 不適用             |
| F8                   | 未                | 未                                         | 高架     | 新北市 | 五股區 | 不適用             |
| F9                   | 未                | 未                                         | 高架     | 新北市 | 五股區 | 不適用             |
| F10                  | 未                | 未                                         | 高架     | 新北市 | 五股區 | 不適用             |
| F11                  | 未                | 未                                         | 高架     | 新北市 | 泰山區 | 不適用             |
| F12                  | 未                | 未                                         | 高架     | 新北市 | 泰山區 | 不適用             |
| F13                  | 未                | 未                                         | 平面     | 新北市 | 泰山區 | 不適用             |
| F14                  | 未                | 未                                         | 平面     | 新北市 | 泰山區 | 桃園機場捷運       |
| （下接泰山板橋輕軌） |                   |                                            |          |        |        |                    |

## 外部連結
- 新北市政府捷運工程局（页面存档备份，存于）
- 新北大眾捷運股份有限公司（页面存档备份，存于）
- 三環六線進度公開專頁（页面存档备份，存于）